# Albino Jara
Albino Jara   (Luque, 28 de febrer de 1877 - Paraguarí, 15 de maig de 1912) va ser un militar i president "de facto" de la República de Paraguai el 1911.

## Biografia
Va estudiar fins al quart curs en la Facultat de dret. Als 20 anys obté una beca per estudiar en Xile en l'Acadèmia Militar; d'aquí surt com a alferes. De retorn al seu país ascendeix a tinent i el 1904 a Capità. El 1908 és ascendit a Coronel. Passarien 3 anys fins que realitzés un cop d'estat i que autoproclamés president, enderrocant al president constitucional, Manuel Gondra.
Va assumir el càrrec el 17 de gener de 1911, als 33 anys. Durant el seu govern es va establir un sistema educatiu comparat amb els models dels Estats Units i Europa. Van ser pavimentats 40 km² dels carrers d'Asunción, va fundar l'Institut Històric i Geogràfic del Paraguai, va aconseguir que el ferrocarril arribarà fins a la ciutat de Encarnación para posteriorment unir-se la connexió amb Posadas (Argentina).
El 5 de juliol de 1911 va ser deposat i portat al port per expulsar-ho cap a Buenos Aires.
El 1912 va retornar a Paraguai. Va voler organitzar una revolució contra el govern de Pedro Pablo Peña, però no ho va aconseguir. Ferit de bala en l'acció va ser capturat i, a conseqüència de les ferides, va morir el 15 de maig de 1912.